# San Sebastián Tutla
San Sebastián Tutla è un comune del Messico, situato nello stato di Oaxaca.